# Corinne Hermès
Corinne Hermès (* 16. November 1961; eigentlich Corinne Bondeaux) ist eine französische Sängerin. Im deutschsprachigen Raum wurde sie 1983 durch den Gewinn des Eurovision Song Contest bekannt.

## Werdegang
Hermès veröffentlichte 1979 noch unter dem Namen Corinne Miller ihre Debütsingle Le blouson gris. Komponiert wurde das Lied von Jean-Pierre Millers.
Millers zeichnete auch für den größten Erfolg ihrer Karriere verantwortlich. 1983 wurde sie von der luxemburgischen Fernsehanstalt RTL eingeladen, das Land beim Eurovision Song Contest 1983 in München zu vertreten. Im Wettbewerb setzte sie sich mit dem Titel Si la vie est cadeau (Text: Alain Garcia, Musik: Jean-Pierre Millers) mit sechs Punkten Vorsprung vor der zweitplatzierten Ofra Haza durch und holte den fünften und bislang letzten Sieg Luxemburgs. Das Chanson war im Anschluss europaweit in den Charts, erreichte aber nicht die hohen Platzierung der vorherigen Siegertitel. Lediglich in Frankreich oder Belgien erreichte der Titel die Top 5 der Charts. Gute Platzierungen erreichte es außerdem in der Schweiz oder Schweden. Si la vie est cadeau erschien auch auf Deutsch unter dem Titel Liebe gibt und nimmt sowie in Englisch als Words of Love. Allerdings erschien kein Studioalbum.
Lediglich in ihrem Heimatland konnte Hermes an diesen Erfolg anknüpfen und zwei weitere Singles in den Charts platzieren. Der Euro-Disco-Titel Dessine-moi ermöglichte ihr 1989 auf Platz 25 in Frankreich ein kurzfristiges Comeback. Erneut erschien jedoch kein Studioalbum. Lediglich in Belgien wurde 1997 eine Best of mit dem Titel Ses plus grands succès veröffentlicht.
2001 war sie erneut im Zusammenhang mit dem Eurovision Song Contest vor der Kamera, als sie im Rahmen der Übertragung aus Kopenhagen das Ergebnis des französischen Televotings präsentierte.
2006 erschien nach 13 Jahren Schallplattenpause Hermes’ Debütalbum Vraie, das Eigenkompositionen im Akustik-Stil enthält. 2015 folgte eine weitere Best of. Ein Jahr später folgte ein Remix ihres Hits Dessine-moi. 2019 erschien mit Intemporelle ihr zweites Studioalbum, dieses Mal mit Chanson- und Pop-Klassikern.
Hermes trat immer wieder als Stargast im Rahmen von Eurovisionsveranstaltungen auf, so im Dezember 2019 beim Het Grote Songfestivalfeest.